# Joseph A. Wright

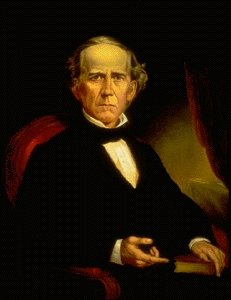
Joseph Wright

Joseph Albert Wright (* 17. April 1810 in Washington, Pennsylvania; † 11. Mai 1867 in Berlin) war ein US-amerikanischer Politiker und zwischen 1849 und 1857 der 10. Gouverneur von Indiana. Außerdem vertrat er diesen Bundesstaat in beiden Kammern des Kongresses und war Botschafter der Vereinigten Staaten in Preußen.

## Frühe Jahre
Bereits um das Jahr 1820 kam Joseph Wright mit seiner Familie nach Bloomington in Indiana. Nach dem Tod des Vaters musste er seinen Lebensunterhalt und sein Studium als Hilfsarbeiter in verschiedenen Bereichen verdienen. Schließlich konnte er bis 1825 erfolgreich an der Indiana University studieren. Anschließend studierte er Jura. Nach seinem erfolgreichen Examen und seiner Zulassung als Rechtsanwalt im Jahr 1829 begann er in Rockville zu praktizieren. Zwischen 1833 und 1838 war Wright Abgeordneter im Repräsentantenhaus von Indiana, von 1839 bis 1842 war er Staatssenator. Es folgte eine zweijährige Amtszeit als Abgeordneter im US-Repräsentantenhaus in Washington. Dort war er zwischen 1843 und 1845. Am 6. August 1849 wurde er als Kandidat der Demokratischen Partei zum neuen Gouverneur von Indiana gewählt, wobei er sich mit 52 Prozent der Stimmen gegen den Whig John A. Matson durchsetzte.

## Gouverneur von Indiana
Wright trat sein neues Amt am 5. Dezember 1849 an. In seiner Amtszeit wurde die Verfassung geändert und die Amtszeit des Gouverneurs auf vier Jahre verlängert. Wright wurde bereits unter den Bedingungen der neuen Verfassung in eine zweite Amtszeit gewählt, wobei er mit 54,6 Prozent gegenüber seinem Whig-Konkurrenten Nicholas McCarty diesmal eine noch deutlichere Mehrheit erzielte, und konnte somit bis zum 12. Januar 1857 amtieren. Das war die bis dahin längste Amtszeit eines Gouverneurs von Indiana. In seiner Regierungszeit fand im Jahr 1851 die erste Staatsausstellung Indianas statt. Damals wurde auch eine Landwirtschaftskommission ins Leben gerufen (Board of Agriculture). Das Bildungswesen wurde neu gegliedert und, ähnlich wie in der Landwirtschaft, wurde auch eine Schulkommission (School Board of Education) gegründet. Die Schulen wurden den Kommunen und Kuratoren unterstellt. Zur Finanzierung dieser Reformen wurden die Steuern erhöht.

## Weiterer Lebenslauf
Nach dem Ende seiner Amtszeit wurde Wright von Präsident James Buchanan als Sondergesandter an den preußischen Hof nach Berlin geschickt. Dort war er zwischen 1857 und 1861. Zwischen 1862 und 1863 war er für kurze Zeit im US-Senat. Im Jahr 1865 wurde er noch einmal als Botschafter nach Berlin entsandt, wo er 1867 starb. Joseph Wright war zweimal verheiratet und hatte insgesamt vier Kinder.